# Panther Lima
La Panther Lima è un'autovettura prodotta dalla casa automobilistica inglese Panther Westwinds dal 1976 al 1982, questo modello è stato prodotto in circa 900 esemplari.

## Il contesto
La Lima era una roadster neoclassica che ricorda lo stile di una Allard o una Morgan ma non era ispirata da un modello particolare. Il telaio era una struttura in tubi d'acciaio saldati ed aveva una configurazione particolarmente rigida. La costruzione della vettura era ancora divisa tra il telaio in acciaio pressato e la carrozzeria in fibra di vetro.
L'auto ebbe in dotazione la meccanica dalla Vauxhall, erano disponibili 2 motori: un 4 cilindri in linea di cubatura 2279cm³ o a turbocompressore di cubatura 2295 cm³, poteva essere scelta con cambio manuale a 4 rapporti o automatico a 3.
L'abitacolo presentava una plancia impiallacciata in legno verniciato e rivestimenti in pelle Connolly. La dotazione di bordo comprendeva servosterzo, autoradio e l'aria condizionata. La vettura era ampiamente personalizzabile in termini di rivestimenti, colori e accessori.
La Panther Lima uscì di listino nel 1982, rimpiazzata dalla Panther Kallista.